# Metropolitan Borough of Barnsley
Metropolitan Borough of Barnsley – dystrykt metropolitalny w hrabstwie ceremonialnym South Yorkshire w Anglii.

## Miasta
- Barnsley
- Brierley
- Hoyland
- Penistone
- Wombwell

## Inne miejscowości
Ardsley, Athersley, Barugh Green, Barugh, Billingley, Birdwell, Bolton upon Dearne, Carlecotes, Carlton, Cawthorne, Cubley, Cudworth, Darfield, Darton, Dodworth, Dunford Bridge, Elsecar, Gawber, Gilroyd, Goldthorpe, Great Houghton, Green Moor, Grimethorpe, Hemingfield, High Hoyland, Higham, Honeywell, Hood Green, Hunshelf, Ingbirchworth, Jump, Kendray, Kexbrough, Kine Moor, Langsett, Little Houghton, Lundwood, Mapplewell, Middlecliffe, Millhouse Green, Millhouses, Monk Bretton, New Lodge, Oldtown, Oxspring, Pilley, Pogmoor, Royston, Shafton, Silkstone, Silkstone Common, Stainborough, Staincross, Stairfoot, Tankersley, Thurgoland, Thurlstone, Thurnscoe, Wilthorpe, Woolley Colliery, Worsbrough, Wortley.